# 申克尔·佐尔坦
申克尔·佐尔坦（匈牙利語：Schenker Zoltán，1880年10月13日—1966年8月25日），匈牙利男子击剑运动员。他曾获得1912年夏季奥运会男子佩剑团体金牌、1924年夏季奥运会男子佩剑团体银牌和男子花剑团体铜牌。